# Варварівка (футбольний клуб, Миколаїв)
Футбольний клуб «Варварівка» Миколаїв — український аматорський футбольний клуб з Миколаєва, заснований у 2005 році. Виступає у Чемпіонаті та Кубку Миколаївської області. Домашні матчі приймає на Центральному стадіоні, місткістю 15 600 глядачів.

## Досягнення
- Чемпіонат Миколаївської області
  - Чемпіон: 2019
  - Срібний призер: 2014
  - Бронзовий призер: 2013
- Кубок Миколаївської області
  - Фіналіст: 2009, 2013, 2019.